# 筋トレサラリーマン 中山筋太郎
『筋トレサラリーマン 中山筋太郎』（きんトレサラリーマン なかやまきんたろう）は、2023年9月29日（28日深夜）に読売テレビ製作・日本テレビ系で放送されたテレビドラマ。主演は本作がドラマ初主演となるなかやまきんに君。
筋トレに人生を懸け、1日の終わりをオールアウト（すべての力を使い果たし体の自由を失う状態）で締めたい、筋トレに魅せられたサラリーマン・中山筋太郎の孤独でストイックな物語。
第2弾は2024年3月28日に同局で放送された。
第3弾は2024年12月19日と12月27日（26日深夜）に同局で放送。

## あらすじ
商社のサラリーマンである中山筋太郎。仕事に冴えが無いこの男、裏の顔は、ボディビル大会に出場するほどのバリバリの「ガチマッチョ」。ノー筋トレ・ノーライフを地で行く日々を過ごしていたある日、マッチングアプリでOL・渋沢まどかと知り合う。まどかの好みは「細マッチョ」だった。筋太郎は、筋肉武装を取るか恋を取るかで悩むことになる。

## キャスト

### 主要人物
中山筋太郎（なかやま きんたろう）〈34〉
演 - なかやまきんに君（高校時代：大政凛）
筋トレに魅せられたサラリーマン。過去にマッチョ好きと公言していた女性と付き合おうとするも、自身のようなガチマッチョではなく、細マッチョ好きだったという「マッチョズレ事件」があったことで、女性との付き合いに二の足を踏んでいる。

### 鈴木商事
杉田太一（すぎた たいち）
演 - 落合モトキ
筋太郎の同僚。筋トレ仲間。
豊原
演 - 堀部圭亮
筋太郎の上司。部長。
渡辺恵
演 - 忽那文香（ダウ90000）
筋太郎の後輩。
前田亜沙子
演 - 中島百依子（ダウ90000）
筋太郎の後輩。

### トレーニー仲間
西川
演 - 西川貴教
ゴールドジムのトレーニー。

### 第1弾
渋沢まどか（しぶざわ まどか）〈28〉
演 - 梅澤美波（乃木坂46）
筋太郎とマッチングアプリで知り合ったOL。マッチョ好きで、好きなタイプは横浜流星。
大杉
演 - ケイン・コスギ
ゴールドジムのトレーニー。
鈴木誠之助
演 - 草野仁
筋太郎の会社の社長。通称スーさん。筋太郎の筋トレの弟子。
鈴木雅
演 - 鈴木雅（本人役）
ビルダー界の覇王。

### 第2弾
山内大翔
演 - 菅田琳寧（7 MEN 侍）
総合商社「鈴木商事」の新入社員。
ユイ
演 - えなこ
マッスルコンの参加者。
マッスルコンの司会者
演 - DJ KOO

マッスルコンの常連
演 - 武田真治

寿司店の大将
演 - 山下真司

### 第3弾
赤木リエ
演 - 加藤史帆（日向坂46）
広告代理店「博品堂」の社員。
青山ひとみ
演 - 美村里江（高校時代：松崎未夢）
筋太郎の初恋相手。
俵山浩太郎
演 - 宅麻伸
マッチョ俳優。
俵山剣星
演 - 長妻怜央（7ORDER）
浩太郎の息子で俳優。
重森文彦
演 - 野間口徹
俵山浩太郎のマネージャー。
さとりな
演 - ゆうちゃみ
インスタグラマー。
美憂
演 - おじゃす
TikToker。
SHUN
演 - Den（リンダカラー∞）
YouTuber。
村雨
演 - 村雨辰剛
トレーニー。
冨永賢治
演 - 前野朋哉
高校時代の親友。
贅肉の堕天使
演 - 富栄ドラム
体脂肪の化身。
山田
演 - 山田勝己
リエの不倫相手。

## スタッフ
- 企画・プロデュース - 金井南燮[1]
- 脚本 - 佐々木貴博、八代丈寛[1]
- 脚本協力 - 西村英樹[1]
- 監督 - 西古屋竜太[1]
- 脚本監修 - 竹田大介（株式会社肉体改造研究所）
- 音楽 - 牧戸太郎
- 協力 - ゴールドジム（THINKフィットネス）
- プロデューサー - 宮川宗生（ホリプロ）、石坂久美子（ホリプロ）
- チーフプロデューサー
  - 第1弾 - 山口将人[1]
  - 第2弾 - 柿本幸一
  - 第3弾 - 古河雅彦
- 制作協力
  - 第1弾 - Q.inc[1]
  - 第2弾 - ホリプロ、Q.inc
  - 第3弾 - ホリプロ、Q
- 制作著作 - 読売テレビ[1]

## 放送日程

### 第1弾
| 各話 | 放送日  | サブタイトル                  |
| ---- | ------- | ----------------------------- |
| #1   | 9月29日 | オフィスでオールアウトしたい! |
| #2   | 9月29日 | ジムでオールアウトしたい!     |
| #3   | 9月29日 | あの子とオールアウトしたい!   |

### 第2弾
| 各話 | 放送日  |
| ---- | ------- |
| #1   | 3月28日 |

### 第3弾
| 各話 | 放送日   |
| ---- | -------- |
| 前編 | 12月19日 |
| 後編 | 12月27日 |